# 小森嘉之
小森 嘉之（こもり よしゆき、1952年12月6日 - ）は、日本の経営者。丸大食品社長、会長を務めた。大阪府出身。創業者小森敏之の長男。

## 経歴・人物
1976年に関西学院大学社会学部を卒業し、同年に住友商事に入社した。1981年10月に丸大食品に転じ、1982年に取締役に就任し、1987年に常務を経て、1988年5月に社長に就任。2001年4月に会長に就任。